# Pia Maria
Pia Maria (Tirol, Áustria; 21 de maio de 2003) é uma cantora austríaca que representou a Áustria no Festival Eurovisão da Canção 2022 com a música "Halo", com Lumix.